# Губернатис, Анджело де
Граф Анджело де Губернатис (итал. Angelo de Gubernatis; 7 апреля 1840, Турин — 26 февраля 1913, Рим) — итальянский учёный; происходит из древней провансальской фамилии.

## Жизнеописание
Анджело де Губернатис родился в Турине, занимался санскритским языковедением в Берлине, был профессором этого языка во Флоренции. В 1865 г., увлечённый пропагандой М. Бакунина, он вышел в отставку и тогда же женился на родственнице Бакунина Софье Безобразовой, сестре экономиста. Через год Губернатис разошёлся с кружком Бакунина и вновь занял кафедру.
Губернатис много путешествовал, был два раза в России, в 1885 году провёл 8 месяцев в Индии. В 1886 году он основал во Флоренции индийский музей и итальянское Азиатское общество.
Он был основателем целого ряда периодических изданий, из которых наиболее распространённым и влиятельным была «Rivista Europea» (1869—1876), служившая посредницей между литературой Италии и остальной Европы. После её прекращения Губернатис в течение 11 лет (1876—1887) давал в распространеннейшем из итальянских журналов, «Nuova Antologia», обозрение иностранных литератур. Французский журнал Губернатиса, «Revue internationale», просуществовал всего три года (1883—1887). Из научных изданий Губернатиса важнее других «Giornale della società Asiatica Italiana», основанный в 1887 году. Губернатис сотрудничал во множестве газет и журналов не только итальянских, но также французских, английских, немецких, а также в русском «Вестнике Европы». Его «Dizionario biografico degli Scrittori contemporanei» с портретами (1879—1880), несмотря на недостаток объективности и равномерности, значительно дополняет словарь Ваперо. В 1888 г. он начал издавать французскую переделку его под заглавием «Dictionnaire International des écrivains du jour» и окончил её в 1891 году; недостатки остались те же, но фактов здесь ещё больше.
Для театра Губернатис написал 15 драм в стихах и прозе. Наибольшей оригинальностью отличаются две его пьесы, сюжеты которых заимствованы из памятников санскритской литературы: трилогия «Il Re Nala» (1869, 2-я часть переведена на немецкий язык Фридрихом Марксом) и «Savitrî», идиллия в 2-х актах в стихах (на франц. яз. её перевёл Julien Lugol). По истории литературы самый обширный его труд — «Storia universale della letteratura» (Мил. и Неаполь, 1882—1885); это ряд очерков, обнимающих историю драматического театра, историю народной лирики, историю эпоса, историю народных повестей, историю романа, историографию и пр., и при каждом очерке нечто вроде исторической хрестоматии (Florilegio) по данному виду литературы. Очерки неравного достоинства (лучшие: «Storia della poesia epica» и «Storia delle novelline popolari»); хрестоматии почти всегда представляют интересный и для итальянцев новый материал. Из его историко-литературных монографий важнее других «Alessandro Manzoni» (1878), «Manzoni ed il Fauriel» (1880) и его объяснения к «Божественной комедии» для итальянского юношества. По фольклору наиболее интересный материал и выводы представляют «Storia comparata degli usi nuziali» (1869), «Storia comparata degli usi funebri» (1873), «Storia comparata degli usi natalizii» (1878). По индусской и сравнительной мифологии важнее других: «La Vita ed i miracoli del Dio Indra nel Rigveda» (1866), «Zoological Mythology» (1872; по-русски изложение и разбор А. Н. Веселовского в «Вестник Европы», 1873, № 10 — «Сравнительная мифология и её метод»), «Mythologie des Plantes» (1878—80), «Letture sopra la Mitologia Vedica» (1874). Для индоведения также важны: «Letteratura indiana» (1883) и «Peregrinazioni indiani» (1886—1887). В «Вестнике Европы» Губернатис помещал корреспонденции из Флоренции и др. статьи («Эскизы итальянского общества», «Франческо Петрарка и его юбилей»).